# شهرستان زیانچورینسکی
شهرستان زیانچورینسکی (به لاتین: Zianchurinsky District) یک منطقهٔ مسکونی در روسیه است که در باشقیرستان واقع شده‌است.